# Peter Selmer
Peter Selmer (* 22. Juli 1934 in Neumünster; † 14. Januar 2022 in Hamburg) war ein deutscher Rechtswissenschaftler.

## Werdegang

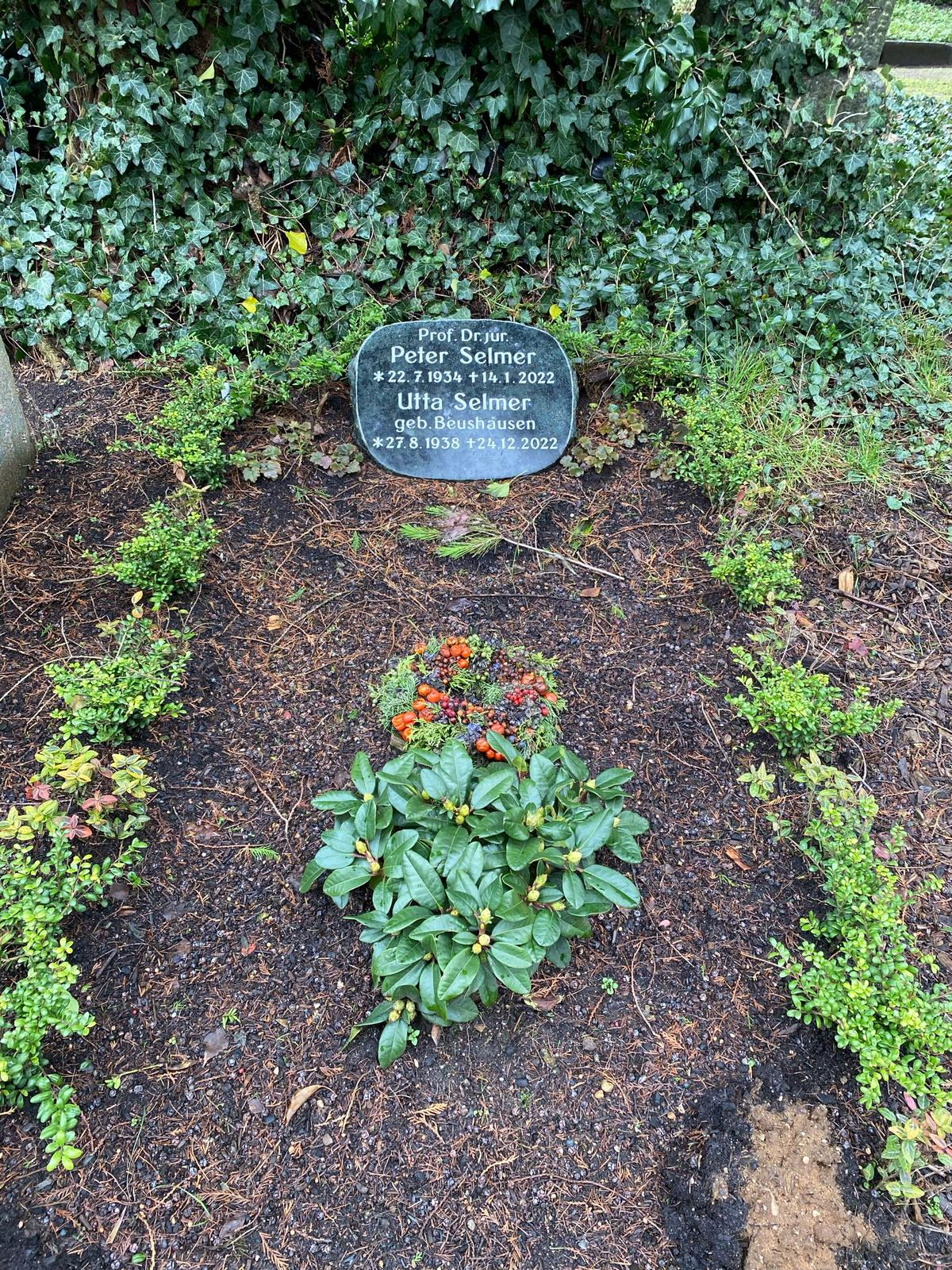
Grabstätte auf dem Friedhof Blankenese

Selmer studierte Jura an den Universitäten Kiel und Frankfurt am Main. 1956 wurde er Mitglied der Corps Palaiomarchia-Masovia und Austria. 1961 machte er das Erste Staatsexamen. 1971 habilitierte er sich in Frankfurt mit einer Arbeit über Steuerinterventionismus und Verfassungsrecht. Nach kurzer Tätigkeit an der Universität Mainz folgte er 1972 dem Ruf der Universität Hamburg auf den Lehrstuhl für Öffentliches Recht, Finanz- und Steuerrecht. 2001 wurde er emeritiert.
Daneben engagierte er sich nach der Wiedervereinigung Deutschlands 1989/90 für den Neuaufbau der juristischen Fakultät der Universität Rostock; er  war Mitglied ihrer Gründungskommission.
Peter Selmer starb mit 87 Jahren im Januar 2022 und wurde auf dem Friedhof Blankenese beigesetzt.

## Schriften
- Steuerrecht und Bankgeheimnis. Zur Stellung der Banken im steuerrechtlichen und steuerstrafrechtlichen Ermittlungsverfahren gegen Dritte (Grundlagen, verfassungsrechtliche Schranken, Rechtsschutz), Heitmann 1981, ISBN 978-3-87300-164-0
- Unternehmensentflechtung und Grundgesetz: Verfassungsrechtliche Probleme einer allgemeinen Entflechtungsermächtigung, Carl Heymanns 1981, ISBN 978-3-452-18953-0
- Bestands- und Entwicklungsgarantien für den öffentlich-rechtlichen Rundfunk in einer dualen Rundfunkordnung.: Eine verfassungsrechtliche Untersuchung. (Schriften Zu Kommunikationsfragen, Band 10), Duncker & Humblot 1988, ISBN 978-3-428-06448-9
- mit Hubertus Gersdorf: Die Finanzierung des Rundfunks in der Bundesrepublik.: Deutschland auf dem Prüfstand des EG-Beihilferegimes. (Schriften zu Kommunikationsfragen, Band 20), Duncker & Humblot 1994, ISBN 978-3-428-08745-7
- mit Hubertus Gersdorf: Verwaltungsvollstreckungsverfahren.: Typologie und Einzelfragen des Vollstreckungsrechts des Bundes und der Länder bei der Durchführung ordnungs- und polizeirechtlicher Maßnahmen. (Schriften zum Öffentlichen Recht), Duncker & Humblot 1996, ISBN 978-3-428-08578-1
- Sonderabfallabgaben und Verfassungsrecht. Ein Beitrag zum Umweltschutz durch Sonderabgaben und Steuern. (Schriften zum Umweltrecht; SUR 65), Duncker & Humblot 1994, ISBN 978-3-428-08110-3